# Koenigsegg CC8S
Koenigsegg CC8S var den första produktionsbilen från den svenska supersportbilstillverkaren Koenigsegg. När bilen kom ut var det den snabbaste väglagliga bilen i världen med en topphastighet på över 390 km/h. CC 8S har dock slutat tillverkas till förmån för Koenigseggs nya modeller CCR och den USA-anpassade CCX.

## Tekniska data
- Motor: 4,6 liters kompressormatad aluminium-V8
- Effekt: 655 hk vid 6 800 rpm
- Vridmoment: 750 Nm vid 5 000 rpm
- Max varvtal: 7300 rpm
- Prestanda 0–100 km/h: Under 3,5 s
- Topphastighet: 390+ km/h
- Vikt: 1 175 kg